# テッラヴェッキア
テッラヴェッキア（イタリア語: Terravecchia）は、イタリア共和国カラブリア州コゼンツァ県にある、人口約700人の基礎自治体（コムーネ）。

## 地理

### 位置・広がり

#### 隣接コムーネ
隣接するコムーネは以下の通り。括弧内のKRはクロトーネ県所属を示す。
- カリアーティ
- クルーコリ (KR)
- スカーラ・コエーリ